# Покровка 2-а
Покро́вка 2-а (рос. Покровка 2-я, башк. 2-се Покровка) — присілок у складі Благоварського району Башкортостану, Росія. Входить до складу Первомайської сільської ради.
Населення — 6 осіб (2010; 72 в 2002).
Національний склад:
- росіяни — 43 %
- башкири — 54 %